# Port lotniczy Kozłowa Ruda
Port lotniczy Kozłowa Ruda (lit. Kazlų Rūdos aerodromas, kod ICAO EYKR) – wojskowy port lotniczy zlokalizowany w miejscowości Kozłowa Ruda (Litwa). Otwarty w 1977 jako baza Radzieckich Sił Lotniczych. Obecnie jest nieużywany.